# Pikmin (datorspelsserie)
Pikmin (ピクミン Pikumin?) är en realtidsstrategispelserie som designas av Shigeru Miyamoto, och utvecklas och ges ut av Nintendo. Hittills består serien av fem spel släppta till Nintendo Gamecube, Wii, Wii U, Nintendo 3DS och Nintendo Switch: Pikmin, Pikmin 2, Pikmin 3, Hey! Pikmin och Pikmin 4 samt ett mobilspel släppt till både IOS och Android: Pikmin Bloom. De två första släpptes ursprungligen till Gamecube innan de porterades till Wii. Pikmin 3 portades till Nintendo Switch och i samband med att Pikmin 4 släpptes portades Pikmin och Pikmin 2 även till Nintendo Switch i ett paket.

## Media

### Spel
- Pikmin (2001, Gamecube, Wii, Nintendo Switch)
- Pikmin 2 (2004, Gamecube, Wii, Nintendo Switch)
- Pikmin 3 (2013, Wii U, Nintendo Switch)
- Hey! Pikmin (2017, Nintendo 3DS)
- Pikmin 4 (2023, Nintendo Switch)[1]

### Övriga Spel
- Pikmin Bloom (2021, IOS, Android)[2]

### Anime
År 2014 skapade Miyamoto tre stycken datoranimerade kortfilmer vid namn Pikmin Short Movies (ピクミン　ショートムービー Pikumin Shōto Mūbī?), som baserades på Pikmin-serien. Filmerna hade premiär på Tokyo International Film Festival den 23 oktober 2014, och släpptes sedan för allmänheten den 5 november 2014 via Nintendo Eshop på Nintendo 3DS och Wii U.
| Nr | Titel                                                             | Premiärdatum    | Eshop-premiär   | Speltid |
| -- | ----------------------------------------------------------------- | --------------- | --------------- | ------- |
| 1  | "The Night Juicer" "Mayonaka no Juice (真夜中のジュース?)"        | 23 oktober 2014 | 5 november 2014 | 3 min.  |
| 2  | "Treasure in a Bottle" "Bin no Naka no Otakara (ビンの中のお宝?)" | 23 oktober 2014 | 5 november 2014 | 8 min.  |
| 3  | "Occupational Hazards" "Taihen na Ichi Nichi (たいへんな一日?)"   | 23 oktober 2014 | 5 november 2014 | 13 min. |